# مارینو ارتولانی
مارینو اُرتولانی (ایتالیایی: Marino Ortolani؛ ‏ ۲۵ ژوئیهٔ ۱۹۰۴ – ۱ ژانویهٔ ۱۹۸۳) پزشک متخصص نوزادان و کودکان اهل ایتالیا بود که یک آزمایش بالینی برای تشخیص دیسپلازی هیپ به نام تست ارتولانی ایجاد کرد.